# Marcelo Ferreira
Marcelo Bastos Ferreira  (Niterói, 26 september 1965) is een voormalig Braziliaans zeiler.
Ferreira won samen met zijn vaste partner Torben Grael in 1990 de wereldtitel in de star.
Ferreira nam deel aan de Volvo Ocean Race 2008-2009 en eindigde met zijn ploeggenoten als zevende.
Tijdens de Olympische Zomerspelen 1992 behaalden Ferreira en Grael de elfde plaats.
In 1996 wonnen Ferreira en Grael de olympische titel in de star.
Ferreira werd samen met de Duitser Alexander Hagen in 1997 wereldkampioen.
In 2000 wonnen Ferreira en Grael de zilveren medaille achter de Amerikanen Reynolds en Liljedahl.
Tijdens de Olympische Zomerspelen 2004 won Ferreira samen met Grael de gouden medaille.

## Wereldkampioenschappen
| Jaar | Plaats         | Resultaten |
| ---- | -------------- | ---------- |
| 1989 | Porto Cervo    | 19e star   |
| 1990 | Cleveland      | star       |
| 1991 | Cannes         | star       |
| 1993 | Kiel           | 30e star   |
| 1994 | San Diego      | star       |
| 1995 | Laredo         | star       |
| 1996 | Rio de Janeiro | star       |
| 1997 | Marblehead     | star       |
| 1998 | Portorož       | star       |
| 1999 | Punta Ala      | 12e star   |
| 2000 | Annapolis      | 18e star   |
| 2001 | Medemblik      | 4e star    |
| 2002 | Marina del Rey | star       |
| 2003 | Cádiz          | 32e star   |
| 2004 | Gaeta          | 15e star   |
| 2005 | Buenos Aires   | star       |
| 2006 | San Francisco  | 17e star   |
| 2007 | Cascais        | 13e star   |
| 2008 | Miami          | 35e star   |
| 2010 | Rio de Janeiro | star       |

## Olympische Zomerspelen
| Jaar | Plaats    | Resultaten |
| ---- | --------- | ---------- |
| 1992 | Barcelona | 11e star   |
| 1996 | Atlanta   | star       |
| 2000 | Sydney    | star       |
| 2004 | Athene    | star       |